# Біскупниця
Біскупниця (пол. Biskupnica) — село в Польщі, у гміні Члухув Члуховського повіту Поморського воєводства. Населення — 327 осіб (2011).
У 1975—1998 роках село належало до Слупського воєводства.

## Демографія
Демографічна структура станом на 31 березня 2011 року:
|          | Загалом | Допрацездатний вік | Працездатний вік | Постпрацездатний вік |
| -------- | ------- | ------------------ | ---------------- | -------------------- |
| Чоловіки | 179     | 44                 | 118              | 17                   |
| Жінки    | 148     | 26                 | 94               | 28                   |
| Разом    | 327     | 70                 | 212              | 45                   |